# 腺肌瘤
腺肌瘤（英語：Adenomyoma），是一类混合腺体和肌肉组织的混合型肿瘤。
在产科和妇科中，它是一类子宫内膜异位。大多数的腺肌瘤都是单侧的，并伴有痛经和盆骨痛，通常通过腹腔镜手术进行肿瘤摘除。

## 相关
- 非典型息肉状腺肌瘤（英语：Atypical polypoid adenomyoma）
- 子宫内膜异位